# House of One

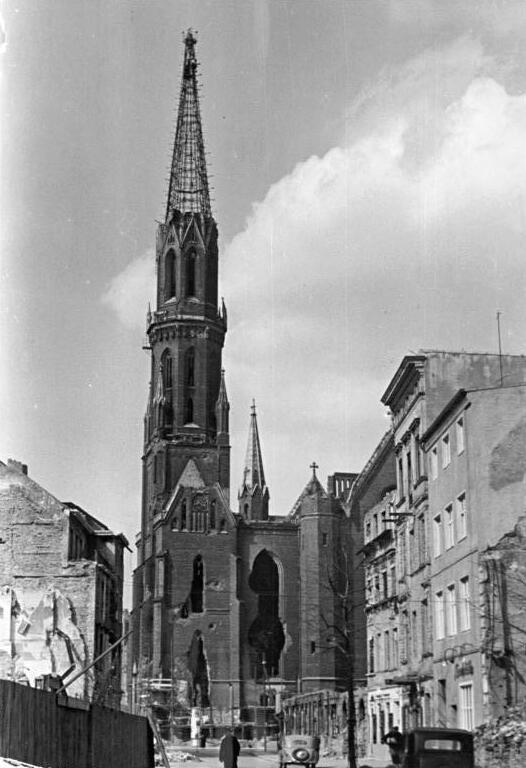
Ruinas de la iglesia de San Pedro, Berlín, 1951.

House of One es el nombre de un edificio religioso actualmente en construcción en Berlín, Alemania. Es la primera construcción arquitectónica en el mundo de estas características, estando destinada al rezo de las tres principales religiones abrahámicas, compartiendo el espacio una iglesia, una mezquita y una sinagoga.
Se encuentra emplazada en Fischerinsel, en el lugar en el que se construyó por primera vez una iglesia en Berlín, la iglesia de San Pedro.